# 變形金剛進化版
《變形金剛進化版》（英語：Transformers: Animated），是於2008年（正確時間是2007年12月26日）在美國卡通頻道上播映的電視卡通，為變形金剛系列的作品。本作品是由負責《少年悍將》與《Ben 10》的製作團隊負責企劃，並交給Mook、The Answer Studio、STUDIO 4℃這三家日本動畫工作室經手繪製作業。
本作品是自銀河原力（邪神三部曲的最終章）放映完畢後的全新變形金剛動畫作品。本作的設定融合了Generation 1系列與2007年電影版的元素，但不同於日版變形金剛系列中的強調機械金屬感，本作中的角色大都具有少年悍將與少年駭客風格的造型。
本作品日本於2010年4月3日至同年12月25日之間於日本愛知電視台（東京電視網）上映。前29集在2008年7月1日至同年8月8日於臺灣卡通頻道上映，2011年3月17日至同年4月26日之間的星期一至五06:30 - 07:00開始重播。2012年7月9日，美國Hub頻道開始以16:9寬螢幕版重播。

## 劇情概要與集數

### 前傳（第1~3集）
- 五個博派軍團中負責維修的博派機械人(柯柏文、大黃蜂、力捷、巡弋者及隔板)找到了傳說中的能量火種源，因而被牽涉到一場博派及狂派之間的大戰。這場太空大戰令到這五個博派被泄留在22世紀中期的底特律。在地球上認識了一個叫做莎莉桑達克的人類。
- 當第3集被艾薩克表揚時，被天王星突擊。柯博文為了保護火種源，因而失去生命。所幸莎莉的鑰匙讓柯博文復活。在此之後，柯博文團隊開始適應地球上生活。

### 第一季（第4~16集）
- 在地球住了一段時間的柯博文小隊，他們扮演英雄角色，阻止狂派機械人及一些人類壞蛋作惡。
- 密卡登與柯博文團隊戰鬥之後，殘骸留在桑氏企業，被艾薩克研究。在第一季最後，密卡登以鑰匙復活，因為要建造太空艦橋，艾薩克因此被帶走。

### 第二季（第17~29集）
- 因為艾薩克的綁架，莎莉失去了桑氏企業，被鮑威爾趕出了大樓。精英衛隊又接著來，要接柯博文團隊回賽博坦星球。但是最後證明了狂派出現和火種源的碎片的存在，讓馬格斯改變心意，也讓柯博文團隊繼續留在地球收集火種源碎片。
- 精英衛隊的急先鋒發現狂派在地球的本營。然而鐵漢是太空艦橋天才，因而被看上然後被狂派綁架。柯博文團隊（除了飛輪）和急先鋒到了狂派地球本營，差點被打到外太空去。被飛輪恢復意識的奧米加捨身保護了博派，柯博文團隊、桑達克父女因而得以保命。在一番激戰之後，密卡登和天王星被打到太空，但也掌控了奧米加。莎莉終於與艾薩克重逢，但是莎莉發現她不是人類。所有在場的成員都驚愕。

### 第三季（第30~42集）
- 艾薩克解釋莎莉的出生之後，莎莉原本產生恐懼，甚至想跟艾薩克斷絕關係。但自從柯博文跟亨利‧麥斯特森對決時，艾薩克想保護莎莉的舉動感動了莎莉。對決之後， 莎莉消除了對艾薩克的恨意，並奪回被鮑威爾控制的桑氏企業。
- 在莎莉想幫柯博文小隊時，將火種源插入自己的身體裡面，啓動了戰鬥模式。然而卻產生暴走，甚至差點殺了大黃蜂。
- 密卡登掌控了奧米加之後，目標是摧毀在地球的柯博文小隊。然而因柯博文啓動了傳送裝置而失敗。
- 在賽博坦星方面，馬格斯被震蕩波偷襲而受重傷。之後至尊接替了他的職位。飛輪在救范松警官時奪回被震蕩波偷走的雷神之錘。
- 在最後的戰役（飛翼柯博文對密卡登）中，巡弋者犧牲了自己的生命去聚集了火種源碎片。最後密卡登和其他狂派被捕，帶回賽博坦星。動畫播放的故事也就到此結束。

## 關鍵物品
火種源（AllSpark/オールスパーク）
- 可以以任何形式存在。
- 在柯博文團隊跟狂派戰鬥之後（第16集/日版第15集）爆炸成碎片。於最後一集被巡弋者和爵士聚集。

火種源鑰匙（The Key/オールスパークの鍵）
莎莉無意間接觸火種源時，其桑氏企業辨識鑰匙起了變化，其功能為：
- 修復變形金剛。
- 賦予地球機器生命，將其轉為變形金剛。
- 加強地球機器的功能，但有時會造成暴走。
- 在時空跳躍（第30~32集）中，因為被莎莉吸收能量，從此鑰匙就再也沒出現過。

## 登場角色
名稱格式為中文CN正譯／未播出時暫譯（英文原名／日文譯名）。
配音順序為：美版／台版／TVB粤语（标有两个名字则表示播映期间临时更换配音员）／日版
以下敘述內容若非特別標註，集數及人名皆為美國原版。下列日版集數為愛知電視台首播之集數。

### 地球人
正派地球人
關於莎莉‧桑達克、艾薩克‧桑達克的詳細資料，請參閱桑達克家族
- 莎莉‧桑達克（台灣CN譯桑莎莉）（Sari Sumdac／サリ・サムダック）

配音：塔拉·史壯（Tara Strong）／楊凱凱／何璐怡／明坂聰美
本作女主角，實際上是一個數年前掉落至艾薩克研究室的原型變形金剛。
個性好動，也是博派最忠誠的支持者。
得知自己並沒有任何證據證明自己是艾薩克的女兒時，被鮑威爾趕出桑達克大樓，心情盪到谷底。
在第31集（日版第28集）經過鑰匙(The Key)插入自己的身體進化後，體型變成跟少女一樣，並追加戰鬥模式。然而使用之後卻出現暴走現象，甚至害大黃蜂有生命危險。
第38集（日版第35集）率領百搭、廢鐵和咆哮解救被催眠的柯博文團隊。
戰後（最後一集）跟著柯博文團隊回到賽博坦星。
- 艾薩克‧桑達克（台灣CN譯桑博士）（Isaac Sumdac／アイザック・サムダック）

配音：Tom Kenny／曹冀魯／林保全／長嶝高士
莎莉的父親，是一名書呆子科學家，也是機器人製造商桑氏企業的負責人，在五十年前撿到密卡登之後，利用密卡登的身體研究，爾後製造出了自己的機器人。
第16話(日版第15集)後遭到密卡登囚禁，並被密卡登強迫進行太空橋梁的研究工程，直到第29集（日版第26集）才獲救。
- 范松警官（Captain Fanzone／ファンゾーン警部）

配音：Jeff Bennett／陳旭昇／黄子敬／飛田展男
底特律的警官，由於自己的妻子曾經被艾薩克製造的警用機器人所傷，連帶的對於博派變形金剛也沒好感，不過由於博派的舉止，他對於這些機器人可說是又愛又恨。
在溶化魔的恐龍小島事件後，他對博派變形金剛也有了新的看法，不過還是努力和他們保持一段距離。
在第40集（日版第37集）中，不小心被太空艦橋吸入，跑到賽博坦星。
反派地球人
- 憤怒射手，Ａ‧Ａ‧亞徹（The Angry Archer，A.A. Archer／アングリー・アーチャー，A.A. アーチャー）

配音：Jeff Bennett／何志威／伍博民／小西克幸
初登場於第4集（日版第6集），當集遭到柯博文逮捕。
外形很像羅賓漢的箭手，以不同的弓箭進行搶劫。
超級邪惡聯盟的成員之一，第24集（日版第22集）遭到逮補。
- 溶解魔，普羅米修斯‧布雷克（Meltdown，Prometheus Black／メルトダウン，プロメテウス・ブラック）

配音：Peter Stormare／何志威／陈欣／立木文彥
初登場於第5集（日版第7集）。
艾薩克的舊識，因為不滿自己空有俊帥的面貌，但卻怎樣都比不上書呆子艾薩克而產生嫉妒心，以自己的力量製造出來的生化人塞拉斯也敵不過博派，最後化為溶解魔攻擊艾薩克，在千鈞一髮之際被博派阻止。
於12集中再次登場，利用自己的酸性強迫恐龍機器人綁架莎莉，最後被范松、巡弋者和鐵漢聯手阻止，並被逮捕。
- 「巨神像」塞拉斯‧羅德（Cyrus "the Colossus" Rhodes／サイラス"ザ・コロッサス"ローズ ）[1]

配音：Corey Burton／曹冀魯／林国雄／飛田展男
普羅米修斯製造出來的生化人，雖然乍看之下是個沒什麼力氣的人，但生物電池啟動之後，他能夠變身成高大如鐵漢般的大塊頭，但弱點就是生化電路會受到交通噪音的影響。
初登場於第5集（日版第7集）。
於12集中再次登場，被憤怒的恐龍機器人攻擊後下落不明。
- 波特‧C‧鮑威爾（Porter C. Powell／ポーター・C・パウエル）

配音：Bumper Robinson／林谷珍／源家祥、谭炳文／大川透
初登場於第5集（日版第7集）（以連絡螢幕的方式）。
艾薩克手下的研究員，於第17集（日版第16集）利用鑽法律漏洞揭發莎莉沒有身分證明，據此說服董事會後取得桑氏企業執行長身分，且將莎莉給趕出她居住了好幾年的桑氏企業大樓。
- 奈米超人，尼諾‧西斯頓（Nanosec，Nino Sexton／ナノセク，ニノ・セクストン）

配音：Brian Posehn／何志威／冯锦堂／子安武人
初登場於第8集（日版第9集），且一出場就被博派逮捕。
由於密卡登極欲得到原子模組修復自己的身體，但眼下可得的僅有不穩定的原子模組，且須在十分鐘內送達。因此密卡登派人把艾薩克開發中的加速服送給尼諾，意圖利用他運送原子模組。後來大黃蜂看出加速服會讓使用者加速老化（嚴重時會死亡），因此引誘奈米超人老化至無力奔跑後，將其再度逮捕。
第24集（日版第22集）中，因為蘇莫手上的鍾錶令奈米超人回復青春，後加入超級邪惡聯盟，最後在當集遭到逮捕。
和蘇莫是情人關係。
另外在日文版本的奈米超人改名為超速王（スピードキング） 。
- 公主教授，派妮‧普林賽斯（Professor Princess，Penny Princess／プロフェッサー・プリンセス，ペニー・プリンセス）

配音：Kath Soucie／林美秀／曾秀清／豐口惠
初登場於第10集（日版第4集），一開始就被鐵漢給擊敗。
超級邪惡聯盟的成員之一，第24集（日版第22集）遭到逮補。
- 巨頭，亨利‧麥特森（Headmaster，Henry Masterson／ヘッドマスター，ヘンリー・マスターソン）

配音：Alexander Polinsky ／何志威／苏强文／岡野浩介
初登場於第13集。
原本是大有才華的科學家，但因為向桑博士提議建造巨頭計畫而被嚴格規定不准開發軍用機器人的桑博士開除，之後他利用鐵漢的身體和底特律市的太陽能融合爐試圖勒索7000億，但最後被博派破壞了他的計畫。
第18集（日版第17集）被鮑威爾雇用進行研發工作，雖然奪取至尊的身體這件事被柯博文阻止，但鮑威爾卻鑽法律漏洞讓范松只能放了他。
本作總共砍了3個機器人的頭。分別是：博派的鐵漢（第13集）、菁英部隊的至尊（第18集／日版第17集）、以及狂派的天王星（第29集/日版第26集）。
- 災難之主（Master Disaster／マスター・ディザスター）

配音：Bill Fagerbakke／曹冀魯／陈永信／小杉十郎太
初登場於第21集（日版第20集）。
在底特律舉行地下賽車大賽的主持人。利用火種源碎片製造的遙控器操縱比賽結果，最後被范松逮捕。
- 蘇莫（Slo-Mo／スロー・モー）

配音：Tara Strong／楊凱凱／（不明）／本田貴子
又譯索羅摩
超級邪惡聯盟的發起人。
能以手上的鍾錶減慢物件速度，第24集（日版第22集）以手上的鍾錶令奈米超人回復青春。
當集被史雲度玩弄，最後遭到逮捕。
和奈米超人是情人關係。
其他地球人（客串角色）
- 艾德瑟市長（Mayor Edse／エドセル市長）

配音：（皆為不明）
底特律的市長。
- 市長的秘書（Mayor Edsel's Aide／???）

配音：Tara Strong／楊凱凱／（不明）／明坂聰美
常站在市長旁邊。
- 魏瓦奇家族（Spike，Carly and Daniel／スパイク，カーリー ，ダニエル）

首次登場於第1集，有著和Ｇ１系列的魏瓦奇家族相似的面貌，但目前沒有劇情顯示這家人與Ｇ１系列的魏瓦奇家族有任何關聯性。
於第13集、第17集（日版第16集）、第20集（日版第19集）中再次客串演出。

配音：Corey Burton／曹冀魯／（不明）／小西克幸
魏瓦奇的成年男子，第17集未登場。
- 卡莉

配音：Tara Strong／楊凱凱／（不明）／（不明）
魏瓦奇的成年女子，上述集數均有登場。
- 丹尼爾

配音： Tara Strong／楊凱凱／（不明）／（不明）
魏瓦奇的小男孩，第20集未登場。

### 博派
柯博文團隊
是一支偶然飛到地球的團隊。其身體在第2集換成地球形態。本文中載具形態為地球模式的形態。
戰後（最後一集）中，回到賽博坦星。
- 團隊隊長柯博文（Optimus Prime／部隊司令官 オプティマスプライム）

配音：David Kaye／康殿宏／李锦纶／高橋廣樹
和其他各種版本的柯博文不同，本作的擎天柱並非全體博派的領袖，只是柯博文小隊的指揮官，其手下也不是戰鬥部隊，而是太空傳送門維修部隊。
原為精英衛隊候選人員，但因精英一號的事件而被馬格斯除名。
載具型態為消防車。
個性壓抑，對於領導眾人並沒有經驗，有時也會自問自己是否有領導眾人的能力。
面罩可以開閉、武器是一把戰斧，戰斧還兼有短距離推進器的功能。
第41集（日版第38集）獲得飛行裝備與馬格斯的槌子，成為其最終型態飛翼柯博文（"Wingblade" Optimus Prime），並以此裝備與密卡登決戰。
註：柯博文手持的槌子在日文版本中似改稱為「暴風之槌」（Storm Bringer/ストームブリンガー），以便與馬格斯的「雷神之槌」有所區分。
- 高速戰鬥員大黃蜂（Bumblebee／高速戦闘員 バンブルビー）

配音：Bumper Robinson／劉傑／雷霆、陈廷轩／岸尾大輔
本作中搶眼的角色之一，和G1中的角色定位不一樣，在小隊中的角色比較像是真人電影版一樣的定位。
載具型態為范松警官的巡邏車。
個性好動，因此和巡弋者、飛輪有些合不來。
與鐵漢為精英部隊同期訓練員。
武器是能夠麻痺對方的螫針，與飛輪的磁力一起攻擊能製造出一陣EMP暫時癱瘓金屬型敵人（如狂派所屬的機器人）。
第31集（日版第28集）中被強化成戰鬥型螫針，攻擊力大增。
- 警備員鐵漢（Bulkhead／警備員 バルクヘッド）

配音：Bill Fagerbakke／曹冀魯／梁志达／三宅健太
又譯艙壁、鐵臂。
個性外剛內柔，卻非常莽撞的博派成員，載具型態為SWAT裝甲運兵車。
與大黃蜂為精英部隊同期訓練員。
武器是手臂內的鐵球。跟其他隊員不一樣的是，鐵漢的雙手只有三個指尖。
對藝術方面很有興趣。
在第13集中被巨頭，亨利‧麥斯特森砍頭。
意外的地方是鐵漢為現今賽博坦星中，最厲害的太空橋專家。
另外在日文版本的鐵漢改名為鐵皮 (Ironhide／警備員 アイアンハイド)
- 救護醫療兵飛輪（Ratchet／救急医療員 ラチェット）

配音：Corey Burton／夏治世／朱子聪／大川透
博派部隊的醫官，在柯博文團隊中是最老的。
在塞博坦星的戰役中失去了頭上的一根角，也因為雅希的事情而為他留下了難以抹滅的心理創傷。然而在最後一集對雅希再次使用電磁脈衝後，讓她恢復記憶。
載具型態為救護車。
擁有遠端操縱磁場的能力，因此與大黃蜂的螫針一起攻擊能製造出一陣EMP暫時癱瘓金屬型敵人。
- 機密偵察員潛行獸（Prowl／機密偵察員 プロール）

配音：Jeff Bennett／林谷珍／翟耀輝／遊佐浩二
又譯潛行俠。
是一位非正式隊員。
和大黃蜂完全相反的性格，偏好靜物，為了觀察靜物有時甚至可以坐個一整天。
武器是迴力鏢，形態為摩托車。
與同為賽博忍者的爵士關係密切（投機）。
曾在第23集（日版第22集）中穿上地獄獵人贈送的強化裝備-側座武士鎧甲（Sidecar Samurai Armor），形態加裝了一個單人座位，成了一台側邊車。
於第三季變成基本裝備，頭盔則是師傅濟補天（Yoketron／ヨケトロン）留下的遺物。
於最後一集犧牲自己的生命去聚集火種源碎片，其遺體被送回賽博坦星。
- 奧米加（Omega Supreme／オメガスプリーム）

配音（傳訊一號/系統音效）：Tara Strong／林美秀／（不明）／高垣彩陽
配音（角色）：Kevin Michael Richardson（第二季）→Phil LaMarr（第三季）／曹冀魯／（不明）／玄田哲章
柯博文團隊的最後成員，一直處於沉睡狀態。
載具型態是柯博文一行人駕駛來地球的太空船。
為了讓他能義無反顧地戰鬥，故只裝置簡單處理器。
在第29集（日版第26集）後，一直被密卡登控制到最後一集。
塞博坦精英部隊
是守護賽博坦星球的精英博派金剛組成的部隊。其權力比其他博派高，標誌的兩旁都印有翅膀。
- 總司令官馬格斯（Ultra Magnus／エリートガード総司令官ウルトラマグナス）

配音：Jeff Bennett／曹冀魯／张炳强／銀河萬丈
在本作中是柯博文的上司，卻對其採取不信任態度, 事實上一直對柯博文有極大的期望。
武器是代代指揮官所用的馬格斯之鎚（Magnus Hammer），由於放出的是雷電型的攻擊，因此在網路上這把武器被暱稱為「雷神之鎚」。
初登場於第1集（以連絡螢幕方式），第17集（日版第16集）正式登場。
第34集（日版第31集）被震盪波偷襲致重傷，大鎚更被奪走。
- 參謀至尊（Sentinel Prime／エリートガード参謀センチネル・プライム）

配音：Townsend Coleman／陳旭昇／林国雄／諏訪部順一
又譯辛特龍，御天敵。
初登場於第1集（以連絡螢幕方式）、第9集（日版第10集）在柯博文的回憶中，第17集（日版第16集）才正式登場。
個性有點剛愎自用, 十分急躁，初登場時對柯博文有相當強的敵意。
載具型態為藍色雪地越野車，武器是光盾（具有射擊功能）以及長矛。
原和柯博文為友，但由於精英的事情而對開始柯博文懷有怨恨，對於有機體也抱持著恐懼感。
第18集（日版第17集）中曾遭麥特森竊據身體而低身下氣的向柯博文求助，但他仍舊沒有解除對柯博文的敵意。
第35集（日版第32集）中跟地獄獵人交易天王星分身，但落入地獄獵人跟天王星分身所設的陷阱。
在馬格斯受傷之後，至尊接替了他的職位,以至性格變本加厲, 採取高壓統治。
- 將士爵士（Jazz／エリートガード将校ジャズ）

配音：Phil LaMarr／何志威／张锦江／石川英郎
第17集（日版第16集）登場時與馬格斯以及警戒至尊一起到地球尋找柯博文與火種源。
好奇心豐富，個性也較至尊更為理性。
與巡弋者一樣皆能使用塞博坦忍術，跟巡弋者滿投機的。
動作敏捷迅速，武器是兩把雷射雙節棍。
載具型態為藍白跑車。
第40集（日版第37集）中，離開至尊加入柯博文團隊, 並在好友死後擔任柯博文的助手。
- 特務調查員囉嗦（Blurr／エリートガード特務調査員ブラー）

配音：John Moschitta, Jr.／夏治世／冯锦堂／櫻井孝宏
又名急先鋒、嘍囉，精英衛隊派到地球的情報官。一說起話來就如同機械槍般連珠炮發，有著連大黃蜂也自愧不如的速度。
第30集（日版第27集）中，因將博派中有狂派間諜的事情告知長臂至尊(震蕩波)而遭滅口，化為一堆廢鐵。但在官方的設定圖中，火種還在，所以還活著。
- 超速戰士保衛者（Safeguard／エリートガード超速戦士セーフガード）

配音：Tom Kenny、Phil LaMarr／（未播出）／（不明）／山口勝平、高木涉
初級士官天火以及天暴所合體的戰士。
可以變形成飛機，其飛行能力來源於塞博坦博派科學家對天王星的研究。
- 初級士官天火（Jetfire／エリートガード初級士官ジェットファイアー）

配音：Tom Kenny／（未播出）／（不明）／山口勝平
超速戰士保衛者的右半身。
可以噴射火焰。
- 初級士官天暴（Jetstorm／エリートガード初級士官ジェットストーム）

配音：Phil LaMarr／（未播出）／（不明）／高木涉
超速戰士保衛者的左半身。
可以刮強風。
其他成員
- 情報調查員阿尔茜（Arcee／情報捜査員アーシー）

配音：Susan Blu／林美秀／袁淑珍／高垣彩陽
港译艾西。在塞博坦戰爭時是博派情報員，有著重要的情報密碼，但當飛輪帶著她逃離戰場時，他們碰上了地獄獵人，兩人一起被捕，就在地獄獵人即將把兩人送給密卡登時，雅希要求飛輪用電磁脈衝消除她的記憶，飛輪不肯，但和地獄獵人的爭執中不慎啟動了電磁脈衝，雅希的記憶也跟著一起消失，但在最後一集被飛輪再次使用電磁脈衝後恢復了記憶。
- 精英一號（Elita One／エリータワン）

配音：Cree Summer／林美秀／蔡惠萍／柚木涼香
或譯艾莉塔，柯博文過去的同伴，一般皆簡稱為精英。
過去與柯博文和警戒至尊違反禁令到某個有機體星球尋找狂派變形金剛的戰艦殘骸，結果發生意外並遭到外星蜘蛛圍攻。後來柯博文引爆戰艦中存放的能量塊，以製造空擋逃生。柯博文與警戒至尊順利逃脫，但艾莉塔失手未能脫困，之後遭蜘蛛毒素同化，成為半有機體變形金剛黑寡婦，一直尋找方法清除身上的有機體。（詳見黑寡婦）
- 鐵皮（Ironhide／アイアンハイド）

配音：Corey Burton／劉傑／（不明）／伊丸岡篤
與大黃蜂和鐵漢同期的一位精英部隊訓練員。
有硬化身體能力，硬化時的身體呈現銀色。
另外在日文版本的鐵皮改名為鎧甲(Armorhide/アーマーハイド)
- 胡蜂（Wasp／ワスプ）

配音：Tom Kenny／何志威／（不明）／野島健児
與大黃蜂和鐵漢同期的一位精英部隊訓練員。因被長臂陷害而被大黃蜂當成間諜拘捕，而對大黃蜂存有恨意。
於第三季第36集被黑寡婦改造半有機體變形金剛黃蜂獸（Waspinator/ワスピネイター），也在本集和黑寡婦同歸於盡。
- 長臂至尊（Longarm Prime／ロングアーム・プライム）

配音：Corey Burton／林谷珍／陳卓智／檜山修之
與大黃蜂和鐵漢同期的一位精英部隊訓練員，真正身份為密卡登派到博派的間諜震盪波（Shockwave）（詳見震盪波）。
- 部隊司令官洛迪文（Rodimus Minor／オートボツト部隊司令官ロディマス）

配音：Judd Nelson／（未播出）／（不明）／石丸博也
本作跳過羅德，直接叫洛迪文，博派駐守在賽伯坦星球的部隊司令官，率領鐵皮（Ironhide）等人對抗前來侵襲太空橋的狂派軍團。以一副光束弓箭（energy bowgun）為其武器。
雖然曾一度有效壓制狂派的進攻，但是黑魔(Blackout)在變形過程中產生的衝擊波將他彈飛到太空橋前，最後被油頭（Oil Slick）所丟出的宇宙鏽蝕劑（cosmic rust）導致全身鏽蝕而被擊倒（有一說是「被癱瘓」）。雖然製作單位並未交代此後下場如何，但是寬螢幕版的完結篇可以看到他為科博文團隊歡呼，因此可得知其身體已經完全修復。

### 地球製變形金剛

#### 恐龍金剛
本作為艾薩克製造的擬真恐龍金剛，由於鐵漢與大黃蜂的不慎而損壞。之後艾薩克利用密卡登的建議重新設計了三架機器人，但密卡登並沒有告訴他內有變形功能以及人工智慧，爾後一群恐龍金剛在底特律市區大鬧，被博派給制服，三架變形金剛則被巡弋者和鐵漢偷偷送到了離底特律市有一段距離的孤島上。他們都曾被黑寡婦誘惑過。
- 指揮官鋼鎖（Grimlock／ダイノボット指揮官グリムロック）

恐龍金剛的指揮官。
配音：David Kaye／夏治世／张锦江、梁志达、刘昭文／藤原啟治
武器是發出火焰的劍，能夠變形成暴龍。
被黑寡婦誘惑過的鋼鎖特別喜歡她。
- 炮擊戰士咆哮（Snarl／ダイノボット砲撃戦士スナール）

配音：（美、台皆無配音）／（不明）／長嶝高士
鋼鎖的同伴之一，武器是發出火焰的棍，能夠變形成三角龍。
在第38集（日版第35集中）幫助莎莉解救被催眠的柯博文團隊。
- 爆擊戰士猛撲（Swoop／ダイノボット爆撃戦士スウープ）

配音：（美、台皆無配音）／（不明）／飛田展男
鋼鎖的同伴之一，武器是發出火焰的流星鎚，能夠變形成無齒翼龍。

#### 建築金剛
被火種源影響而誕生的變形金剛。其中的廢鐵和攪拌大師曾經是隔板的朋友，後來在麥加登供應充足機油的條件下加入狂派。三人在第33集（日版第30集）傳送到湖裡，結果廢鐵生活在恐龍金剛島，其他兩人卻不見蹤影。
- 廢鐵（Scrapper／スクラッパー）

配音：Tom Kenny／何志威／冯锦堂／遠藤雅
港譯拳王，兩人組中的一員，高瘦體型，能變形成挖土機。
喜歡搭訕陌生的車子。
在第38集（日版第35集）中幫助沙莉解救被催眠的柯博文團隊。
- 攪拌大師（Mixmaster／ミックスマスター）

配音：Jeff Bennett／曹冀魯／张炳强／中村大樹
港譯混合大師，兩人組中的胖子，能變形成水泥攪拌車。
跟廢鐵一樣，喜歡搭訕陌生的車子。
- 泥王（Dirt Boss／ダートボス）

配音：John Mariano／（未播出）／（不明）／後藤哲夫
第33集（第30集）最後一位出現的建築金剛
能透過一種特殊螺絲釘來控制其他變形金剛或機器，能變形成鏟車。

#### 其它
- 環境保護員百搭（Wreck-Gar／環境保護員レック・ガー）

配音："Weird Al" Yankovic／曹冀魯／（不明）／岩田光央
又譯營救者。
載具型態為垃圾車。
第20集（日版第19集）中，因火種源掉入垃圾後形成的變形金剛，沒有自我主見。
由於遭到博派飛輪的排擠，曾一度被控制加入狂派，並在城市散播有害物質，最後在飛輪的道歉下回復本性，幫助飛輪收拾善後。但最後因為有害物質的爆炸，墜落於海中。
認為自己是英雄。在第38集（日版第35集）中，因為聽到莎莉說「英雄」兩個字，而跳出海中出場，並幫助莎莉解救被催眠的柯博文團隊。

### 狂派
- 破壞大帝密卡登（Megatron／破壊大帝 メガトロン）

配音：Corey Burton／陳旭昇／招世亮／若本規夫
又譯、，前傳故事中遭到天王星的背叛，從太空中墜落到地球，頭部及手部殘骸被地球科學家艾薩克‧桑達克尋獲研究，並因此發展出了地球大部分的機器人科技。取回意志後，便開始欺騙利用艾薩克幫他製造機器人以及尋找自己的身體和火種源的下落。
故事一開始的密卡登是以接近電影版的造型登場，能夠變形成一台外星太空梭，在地球的復活姿態則較接近原作動畫版（G1）的造型，但並非像原作變形成手槍，而是一台雙螺旋槳的戰鬥直升機。
於最後一集被柯博文團隊逮捕。
- 航空參謀天王星（Starscream／航空参謀 スタースクリーム）

配音：Tom Kenny／何志威／朱子聪／山野井仁
又譯、紅蜘蛛，經常想取代密卡登成為狂派首領，能夠變成戰鬥機於第1集中在密卡登身上裝置炸彈，後期被密卡登擊敗。因頭上有一片火種原碎片而擁有不死身。
在第29集（日版第26集）中遭巨頭，亨利‧麥斯特森砍頭。
在最後一集因為火種原碎片被巡弋者吸引，再度失去生命。
- 破壞兵重裝（Lugnut／破壊兵 ラグナッツ）

配音：David Kaye／林谷珍／陈永信／伊藤健太郎
又名螺絲帽、台譯為「螺母」。
形態為重形轟炸機，其身邊的按鈕可以爆炸。
對密卡登非常忠心，但缺乏腦筋。
- 空陸參謀閃電（Blitzwing／空陸参謀 ブリッツウィング）

配音：Bumper Robinson／夏治世／陈欣／長
狂派三變戰士，在本作中對應到此特性，擁有三種人格：冷酷（Icy）、火爆（Hothead）和隨機（Random），分別代表了三種個性，並有其對應的攻擊屬性：
　　「冷酷」的人格個性冷靜、可以從背後的砲管射出冷凍攻擊；「火爆」的人格個性急躁、激進，可以從報後的砲管射出高溫火焰；而第三個人格「隨機」的個性則相當瘋癲、混亂，可以釋放出電擊攻擊。
　　有兩種載具模式型態：雙管坦克車，對應到「火爆」的人格；戰鬥機，對應到「冷酷」的人格，而機器人模式時，三種人格的切換會以臉部的轉換呈現。在此版本中，對於閃電會有兩種載具的解釋是，他在來到地球掃描載具時，「冷酷」和「火爆
」的人格各自想選擇戰鬥機和坦克作為載具，而在「隨機」人格的「協調」下，同時掃描了雙管坦克和戰鬥機的模式，因此這兩種載具模式和人格之間其實是有所連結的，導致在閃電若在載具型態切換人格時，也會被迫轉換成該人格的載具。
- 謀報工作兵黑寡婦（Blackarachnia／諜報工作兵 ブラックアラクニア）

配音：Cree Summer／林美秀／蔡惠萍／柚木涼香
於第9集(日版第10集)登場。原本為博派成員精英，但在發生意外後，因為對博派如何處置被有機毒素同化的自己感到恐懼，再加上柯博文和至尊沒有來救自己而產生不信任感，因而選擇加入了狂派。
擁有超劑量毒液，也有盜取他人武器的能力並轉換成自己的武器攻擊。
在密卡登復活後（第16集/日版第15集），被奧米加太空船甩到恐龍金剛島。之後被恐龍金剛救起，同時有控制了他們。
她的內心對柯博文似乎仍存有感情，但是第26集（日版第24集）是為了製造逃跑的空檔才說這句話的。
- 音響工作兵音波（Soundwave／音響工作兵 サウンドウェーブ）

配音：Jeff Bennett／林谷珍／（不明）／飛田展男
密卡登得知這把火種源鑰匙的存在後，處心積慮的想利用它來修復自己，於是他設計出一款音樂機器人，引誘莎莉將鑰匙使用在音樂機器人身上，該款機器人可以累積鑰匙的能量使自己進化，而進化的完成體就是声波。載具型態是裝有大型喇叭的車子，特殊能力是可以藉由發出特殊的聲音操縱地球上的機器。聲波認為人類在邏輯上是種不完美的東西，理應由機器統治，所以使用其特殊能力控制地球上的機器攻擊人類。
在第37-38集(日版第34-35集)中，甚至可以以聲波催眠人類。
- 潛入謀報兵震盪波（Shockwave／潜入謀報兵ショックウェーブ）

配音：Corey Burton／林谷珍／（不明）／檜山修之
密卡登派到博派的間諜，利用特殊的變行能力偽裝成博派成員-長臂，並利用了大黄蜂陷害胡蜂，而後還從精英團隊畢業，成為長臂至尊(Longarm Prime/ロングアーム・プライム)。
在第30集（日版第27集）中，因得知博派中有狂派間諜的事情，將急先鋒化成廢鐵。
在第34集（日版第31集）中，偷襲馬格斯，更奪走大鎚。
在第40集（日版第37集）中，將其身恢復成原來的顏色（紫色）。
於最後一集被柯博文團隊逮捕。
- 天王星分身軍團（スタースクリーム・クローン軍団 ）

其配音員除了滑流之外，其他的分身皆為Tom Kenny／何志威／山野井仁
- 航空兵天彎（Skywarp／スカイワープ）

星星叫(Starscream/スタースクリーム)利用火種源製造出的五個複製品之一，代表的個性是懦弱。
- 航空兵裂雷（Thundercracker／サンダークラッカー）

星星叫(Starscream/スタースクリーム)利用火種源製造出的五個複製品之一，代表的個性是自大。
- 航空兵噴氣機（Ramjet／ラムジェット）

星星叫(Starscream/スタースクリーム)利用火種源製造出的五個複製品之一，代表的個性是騙子。
- 航空兵太陽風（Sunstorm／サンストーム）

星星叫(Starscream/スタースクリーム)利用火種源製造出的五個複製品之一，代表的個性是諂媚。
- 航空兵滑流（Slipstream／スリップストリーム）

配音：Tara Strong／林美秀／（不明）／田中敦子
星星叫(Starscream/スタースクリーム)利用火種源製造出的五個複製品之中唯一的女性，代表的個性是刻薄。

### 狂派金剛商人
- 賞金獵人地獄猎人（Lockdown／賞金稼ぎ ロックダウン）

配音：Lance Henriksen／曹冀魯／冯锦堂／大塚明夫
又譯解鎖、禁閉。
狂派所雇用的賞金獵人。
於第7集（日版第8集）中攻擊飛輪和柯博文，試圖取得他們的零件給狂派。
有收集自己獵物一部份零件(如手臂之類)的癖好，最後也因為把飛輪的電磁脈衝零件裝在身上，被飛輪趁機搶回而被擊敗。
第23集（日版第22集）中再次登場，認為巡弋者應該退出博派。
第35集（日版第32集）中跟至尊交易天王星分身，其實是跟天王星分身所設的陷阱。
- 武器商人史雲度（Swindle／武器商人スウィンドル）

配音：Fred Willard／曹冀魯／（不明）／神奈延年
又稱詐騙，是宇宙軍火商。
初登場於第24集（日版第22集）。
為了用火種原製造出強大的武器，利用超級邪惡聯盟幫它製造。被博派制服後，變形成的吉普車遭到地球警方帶走。

## 各集標題
- 台灣未播映集數中文標題為暫譯。

| 集數     | 英文標題                          | 中文譯名                 | 美國首播日     | 臺灣首播日    |
| -------- | --------------------------------- | ------------------------ | -------------- | ------------- |
| (前傳)   |                                   |                          |                |               |
| 1        | Transform and Roll Out!           | 前傳1                    | 2007年12月26日 | 2008年7月1日  |
| 2        | Transform and Roll Out! Act 2     | 前傳2                    | 2007年12月26日 | 2008年7月2日  |
| 3        | Transform and Roll Out! Act 3     | 前傳3                    | 2007年12月26日 | 2008年7月3日  |
| (第一季) |                                   |                          |                |               |
| 4        | Home Is Where The Spark Is        | 尋找火種源               | 2008年1月5日   | 2008年7月4日  |
| 5        | Blast From the Past               | 回憶                     | 2008年1月12日  | 2008年7月8日  |
| 6        | Thrill of the Hunt                | 獵殺行動                 | 2008年1月19日  | 2008年7月9日  |
| 7        | Nanosec                           | 奈米超人                 | 2008年1月26日  | 2008年7月10日 |
| 8        | Total Meltdown                    | 全部溶解                 | 2008年2月9日   | 2008年7月7日  |
| 9        | Along Came a Spider               | 黑寡婦                   | 2008年2月16日  | 2008年7月11日 |
| 10       | Sound and Fury                    | 音波的復仇               | 2008年2月23日  | 2008年7月14日 |
| 11       | Lost and Found                    | 失而復得                 | 2008年3月1日   | 2008年7月15日 |
| 12       | Survival of the Fittest           | 適者生存                 | 2008年3月8日   | 2008年7月16日 |
| 13       | Headmaster                        | 移花接木                 | 2008年3月15日  | 2008年7月17日 |
| 14       | Nature Calls                      | 大自然的呼喚             | 2008年3月22日  | 2008年7月18日 |
| 15       | Megatron Rising, Part 1           | 密卡登的反擊─上          | 2008年3月29日  | 2008年7月21日 |
| 16       | Megatron Rising, Part 2           | 密卡登的反擊─下          | 2008年4月5日   | 2008年7月22日 |
| (第二季) |                                   |                          |                |               |
| 17       | The Elite Guard                   | 精英衛隊                 | 2008年4月12日  | 2008年7月23日 |
| 18       | Return of the Headmaster          | 巨頭大反擊               | 2008年4月26日  | 2008年7月24日 |
| 19       | Mission Accomplished              | 任務完成                 | 2008年5月3日   | 2008年7月25日 |
| 20       | Garbage In, Garbage Out           | 垃圾大戰                 | 2008年5月10日  | 2008年7月28日 |
| 21       | Velocity                          | 競速狂飆                 | 2008年5月17日  | 2008年7月29日 |
| 22       | Rise of the Constructicons        | 新夥伴                   | 2008年5月24日  | 2008年7月30日 |
| 23       | A Fistful of Energon              | 大復仇                   | 2008年5月31日  | 2008年7月31日 |
| 24       | SUV(Society of Ultimate Villainy) | 超級邪惡聯盟             | 2008年6月7日   | 2008年8月1日  |
| 25       | Autoboot Camp                     | 叛徒                     | 2008年6月14日  | 2008年8月4日  |
| 26       | Black Friday                      | 黑色星期五               | 2008年6月21日  | 2008年8月5日  |
| 27       | Sari, No One's Home               | 小鬼當家                 | 2008年6月28日  | 2008年8月6日  |
| 28       | A Bridge Too Close, Part 1        | 太空橋樑─上              | 2008年7月5日   | 2008年8月7日  |
| 29       | A Bridge Too Close, Part 2        | 太空橋樑─下              | 2008年7月5日   | 2008年8月8日  |
| (第三季) |                                   |                          |                |               |
| 30       | Transwarped                       | 時空跳躍                 | 2009年3月14日  | 未播出        |
| 31       | Transwarped                       | 時空跳躍                 | 2009年3月14日  | 未播出        |
| 32       | Transwarped                       | 時空跳躍                 | 2009年3月14日  | 未播出        |
| 33       | Three's A Crowd                   | 三人小組                 | 2009年3月21日  | 未播出        |
| 34       | Where Is Thy Sting                | 汝所注視之處             | 2009年3月28日  | 未播出        |
| 35       | Five Servos of Doom               | 五名地獄使徒             | 2009年4月4日   | 未播出        |
| 36       | Predacons Rising                  | 掠奪獸、覺醒             | 2009年4月11日  | 未播出        |
| 37       | Human Error, Part 1               | 人類之誤─上              | 2009年4月18日  | 未播出        |
| 38       | Human Error, Part 2               | 人類之誤─下              | 2009年4月25日  | 未播出        |
| 39       | Decepticon Air                    | 狂派之空                 | 2009年5月2日   | 未播出        |
| 40       | This is Why I Hate Machines       | 這就是我討厭機器人的理由 | 2009年5月9日   | 未播出        |
| 41       | Endgame, Part 1                   | 最終決戰─上              | 2009年5月16日  | 未播出        |
| 42       | Endgame, Part 2                   | 最終決戰─下              | 2009年5月23日  | 未播出        |

### 日版標題列表
- 各集在日本播映時候的順序與美國不同，未播映的首播日為DVD發售日[2]。

| DVD集數 | 電視首播集數 | 日文標題 | 中文翻譯               | 首播日         | 美版原集數 |
| ------- | ------------ | -------- | ---------------------- | -------------- | ---------- |
| 1       | 第1集        |          | 新章！變形金剛         | 2010年4月3日   | 1          |
| 2       | 第2集        |          | 英雄、其名為博派金剛   | 2010年4月10日  | 2          |
| 3       | 第3集        |          | 火種源的秘密           | 2010年4月17日  | 3          |
| 4       | 第4集        |          | 音波大作戰             | 2010年4月24日  | 10         |
| 5       | 第5集        |          | 擦不掉的記憶           | 2010年5月1日   | 7          |
| 6       | 第6集        |          | 不死之身的密卡登       | 2010年5月8日   | 4          |
| 7       | 第7集        |          | 灼熱巨人的挑戰         | 2010年5月15日  | 5          |
| 8       | 第8集        |          | 恐龍金剛誕生！         | 2010年5月22日  | 6          |
| 9       | 第9集        |          | 陷阱的時間             | 2010年5月29日  | 8          |
| 10      | 第10集       |          | 蜘蛛女之影             | 2010年6月5日   | 9          |
| 11      | 第11集       |          | 湖底的激戰             | 2010年6月12日  | 11         |
| 12      | 第12集       |          | 對決！恐龍金剛         | 2010年6月19日  | 12         |
| 13      | 第13集       |          | 控制身體的巨頭麥特森   | 2010年6月26日  | 13         |
| 14      | 電視未首播   |          | 稱作死亡的外星怪物!    | 2010年11月5日  | 14         |
| 15      | 第14集       |          | 密卡登的復活 Part 1    | 2010年7月3日   | 15         |
| 16      | 第15集       |          | 密卡登的復活 Part 2    | 2010年7月10日  | 16         |
| 17      | 第16集       |          | 精英衛隊               | 2010年7月17日  | 17         |
| 18      | 第17集       |          | 巨頭麥特森再次登場！   | 2010年7月24日  | 18         |
| 19      | 第18集       |          | 爆鎮完畢！             | 2010年7月31日  | 19         |
| 20      | 第19集       |          | 百搭的暴走！           | 2010年8月7日   | 20         |
| 21      | 第20集       |          | 收視率比賽!            | 2010年8月14日  | 21         |
| 22      | 電視未首播   |          | 廢鐵和攪拌大師         | 2011年1月21日  | 22         |
| 23      | 第21集       |          | 增殖的敵人             | 2010年8月21日  | 23         |
| 24      | 第22集       |          | 史雲度的策略           | 2010年8月28日  | 24         |
| 25      | 第23集       |          | 雙面諜                 | 2010年9月4日   | 25         |
| 26      | 第24集       |          | 蜘蛛女之心             | 2010年9月11日  | 26         |
| 27      | 電視未首播   |          | 莎莉看家記             | 2011年2月25日  | 27         |
| 28      | 第25集       |          | 各自的想法             | 2010年9月18日  | 28         |
| 29      | 第26集       |          | 強大之力               | 2010年9月25日  | 29         |
| 30      | 第27集       |          | 莎莉的秘密             | 2010年10月2日  | 30         |
| 31      | 第28集       |          | 莎莉，金剛變形!?       | 2010年10月9日  | 31         |
| 32      | 第29集       |          | 密卡登襲來             | 2010年10月16日 | 32         |
| 33      | 第30集       |          | 堅決的泥王             | 2010年10月23日 | 33         |
| 34      | 第31集       |          | 胡蜂的復仇             | 2010年10月30日 | 34         |
| 35      | 第32集       |          | 師傅的紀念             | 2010年11月6日  | 35         |
| 36      | 第33集       |          | 悲哀的生命體           | 2010年11月13日 | 36         |
| 37      | 第34集       |          | 成為人類的博派金剛     | 2010年11月20日 | 37         |
| 38      | 第35集       |          | 虛擬現實的陷阱         | 2010年11月27日 | 38         |
| 39      | 第36集       |          | 追蹤宇宙船             | 2010年12月4日  | 39         |
| 40      | 第37集       |          | 范松警官朝向塞博坦星球 | 2010年12月11日 | 40         |
| 41      | 第38集       |          | 飛翔吧!柯博文          | 2010年12月18日 | 41         |
| 42      | 第39集       |          | 最終決戰！壓制密卡登   | 2010年12月25日 | 42         |

## 主題曲

### 美版主題曲
Transformers Animated Theme

### 日版

#### 片頭曲
TRANSFORMERS EVO.
歌：JAM Project、作詞、作曲：影山ヒロノブ、編曲：菊田大介
一開始會有聲優講話。
日版第17集至第34集使用第二段歌詞，最後ㄧ集由JAM Project和本作所有聲優一起唱。

#### 片尾曲
Axel Transformers
歌：Rey、作詞：原田謙太、作曲：寺園健二・原田謙太、編曲：Rey

## DVD
- 美國與其它西方國家版本發行至第二季（第29集），第三季（第30集後）因疑似版權的問題，直到在2014年6月10日才被DVD化。
- 日本於2010年8月6日發行第一卷（前面4集），最後一卷在2011年5月27日。每卷4集（第五卷和第十卷為5集），共42集。
  - 日本DVD收入、發售狀況：

| DVD卷數 | 收入DVD集數 | 美版原集數              | 發售日         | 租借開始日     |
| ------- | ----------- | ----------------------- | -------------- | -------------- |
| 1       | 1~4         | 1~3、10                 | 2010年8月6日   | 2010年10月8日  |
| 2       | 5~8         | 4~7（順序是4、7、5、6） | 2010年9月10日  | 2010年10月8日  |
| 3       | 9~12        | 8、9、11、12            | 2010年10月8日  | 2010年10月8日  |
| 4       | 13~16       | 13~16                   | 2010年11月5日  | 2010年11月26日 |
| 5       | 17~21       | 17~21                   | 2010年11月26日 | 2010年11月26日 |
| 6       | 22~25       | 22~25                   | 2011年1月21日  | 2011年3月25日  |
| 7       | 26~29       | 26~29                   | 2011年2月25日  | 2011年3月25日  |
| 8       | 30~33       | 30~33                   | 2011年3月25日  | 2011年3月25日  |
| 9       | 34~37       | 34~37                   | 2011年4月28日  | 2011年5月27日  |
| 10      | 38~42（完） | 38~42（完）             | 2011年5月27日  | 2011年5月27日  |
- 台灣尚未DVD化。

## 產品
- 本系列的產品由Hasbro與卡通頻道的製作群負責設計造型，由TakaraTomy負責製造。於2008年六月在美國正式發行,日本預定2010年春季在日本開始販售,基本上日版的產品線是跟美版一模一樣只是日版塗裝有極大明顯差異.日本版的塗裝施加了金屬塗裝。
- 2010年3月起推出了同名卡片遊戲。包括Ｇ1的角色。

## 延伸作品
- 變形金剛進化版：The Cool（トランスフォーマーアニメイテッド：ザ · クール） 津島直人（在2010年5月號～2011年5月號於角川書店的Kero Kero Ace連載），單行本於2011年4月26日發售。

## 軼事
- 本作在企劃初期的名稱為「Transformers Heroes」。
- 本作的人物設定圖於2007年後半釋出，但少年悍將似的風格曾經引起過爭議，部分亞洲玩家認為柯博文和大黃蜂的造型變形太大。
- 日版播出時與銀河原力完結相差了4年3個月。
- 本作在日版時使用的譯名為美版原名（部分角色除外/詳見角色介紹）。
- 在劇情方面，日版有剪輯的狀況，然而台詞比美版多。
- 由於疑似版權的問題，台港地區至2013年6月為止，尚未播放第三季。

## 本作評價
- 正面評價
- 負面評價

## 外部連結
- 愛知電視台變形金剛進化版日本官方網站（页面存档备份，存于）
- 台灣卡通頻道《變形金剛進化版》官網